# Kalix (comuna)
Kalix ou Cálix (em sueco: Kalix kommun) é uma comuna da Suécia localizada no condado de Bótnia Setentrional. Sua capital é a cidade de Kalix. Possui 1 806 quilômetros quadrados e segundo censo de 2018, havia 16 058 habitantes.